# Sidy Cissoko
Sidy Cissoko, född 2 april 2004 i Saint-Maurice, är en fransk professionell basketspelare (SF/SG) som spelar för Portland Trail Blazers i National Basketball Association (NBA). Han har tidigare spelat för San Antonio Spurs.
Cissoko har också spelat som proffs i Spanien.
Han draftades av San Antonio Spurs i andra rundan i 2023 års draft som 44:e spelare totalt.